# Albert Hackett
Albert Maurice Hackett (født 16. februar 1900, død 16. marts 1995) var en amerikansk skuespiller, dramatiker og manuskriptforfatter, bedst kendt for sit samarbejde med sin hustru Frances Goodrich.
Han modtog Pulitzerprisen for Drama i 1956 for The Diary of Anne Frank, som havde premiere året før. Han vandt i øvrigt 5 WGA Awards og var nomineret til en Oscar 4 gange.